# Relations entre l'Allemagne et le Bangladesh
Les relations entre le Bangladesh et l'Allemagne sont les relations bilatérales de la république populaire du Bangladesh et de la république fédérale d'Allemagne. L'Allemagne a une ambassade à Dacca et le Bangladesh à Berlin.

## Histoire
Après l'indépendance du Bangladesh en 1971, l'Allemagne de l'Est a été le troisième pays au monde, et le premier pays en Europe, à reconnaître officiellement le Bangladesh en 1972. Après l'établissement de relations diplomatiques, les relations bilatérales entre les deux pays ont commencé à se développer régulièrement.

## Relations culturelles
Les peuples allemand et bangladais ont une histoire séculaire d'échanges culturels. L'intérêt des Allemands pour la culture du Bengale remonte aux visites en Allemagne du poète national bengali et prix Nobel de littérature Rabindranath Tagore dans les années 1920 et 1930. De nombreux écrivains, artistes et philosophes bangladais s'intéressent de près et en connaissance de cause à la littérature, l'art, l'architecture et la philosophie allemands. Les contacts de plus en plus nombreux entre les artistes allemands et bangladais, principalement dans les domaines des beaux-arts, de la photographie, du cinéma et du théâtre, sont très appréciés dans les deux pays. Le 6 octobre 2010, la Deutsche Welle (DW) a officiellement lancé ses programmes en bengali en utilisant les fréquences FM de la station de radio publique Bangladesh, Bangladesh Betar.
La coopération culturelle entre les deux pays passe principalement par le Goethe-Institut qui s'efforce de développer les liens culturels en parrainant des activités culturelles locales et allemandes. C'est également l'un des principaux lieux de rencontre pour tous ceux qui s'intéressent à l'Allemagne. Pour échanger des expériences dans la section de l'enseignement primaire, un programme novateur appelé « Ecoles : Partenaires pour l'avenir » a été introduit par le Goethe-Institut, qui permet la formation des enseignants du primaire en Allemagne.

## Relations économiques
En tant que puissance économique et membre important de l'Union européenne (UE), l'Allemagne est un partenaire fiable du Bangladesh en matière de coopération au développement.
Dans ses échanges commerciaux avec l'Allemagne, le Bangladesh enregistre depuis des années un important excédent. L'Allemagne est le deuxième plus grand marché d'exportation du Bangladesh après les États-Unis. Le commerce bilatéral s'élève à environ 4,5 milliards d'euros en 2012. Un accord germano-bangladais de promotion et de protection des investissements est en vigueur depuis 1986 et un accord bilatéral de double imposition depuis 1993. À ce jour, les investissements directs allemands au Bangladesh s'élèvent à près de 60 millions d'euros. La Chambre de commerce et d'industrie germano-bangladaise (BGCCI) joue le rôle de plate-forme commerciale et de médiateur entre les deux pays.

## Visites bilatérales
Le 25 octobre 2011, la Première ministre du Bangladesh, Sheikh Hasina, a rencontré la chancelière allemande Angela Merkel en Allemagne, lors d'une visite officielle de quatre jours pour participer au Sommet mondial de la santé de 2011, ainsi qu'à une réunion sur les deux nations. L'ancien président de la République fédérale d'Allemagne, Christian Wulff, s'est rendu au Bangladesh du 28 novembre au 30 novembre 2011, accompagné de membres du Parlement allemand, de secrétaires d'État du ministère allemand des affaires étrangères et du ministère allemand de l'économie et de la technologie, ainsi que d'une délégation commerciale de haut niveau.